# Eugene Mbome
Eugene Petit Mbende Mbome (tiếng Trung: 麥保美; sinh 29 tháng 8 năm 1986) là một cầu thủ bóng đá Hồng Kông thi đấu cho Hong Kong Pegasus.
Anh thi đấu cho Đội tuyển bóng đá U-17 quốc gia Cameroon và là đội phó của U-17 Cameroon thi đấu Giải vô địch bóng đá U-17 châu Phi 2003 và Giải vô địch bóng đá U-17 thế giới 2003.

## Sự nghiệp

### Hồng Kông Sapling
Mbome gia nhập Hồng Kông Sapling từ Hong Kong Pegasus với tư cách cầu thủ ngoại quốc để giúp đỡ đội bóng.
Ngày 22 tháng 11 năm 2011, Mbome ngất xỉu trước khi tập luyện và được đưa đến Bệnh viện Princess Margaret. Sau đó anh tỉnh dậy nhưng được giữ lại bệnh viện để theo dõi.

### Pegasus
Ngày 5 tháng 1 năm 2012, có thông báo rằng Mbome has trở lại Pegasus, khi huấn luyện viên Chan Hiu Ming muốn cải thiện khả năng phòng ngự ở tuyến giữa.

### Eastern AA and Metro Gallery
Ngày 12 tháng 6 năm 2015, Anh gia nhập Eastern AA. Tuy nhiên, anh được cho mượn đến Metro Gallery đến hết mùa giải.

### Trở lại Pegasus
Mbome trở lại Pegasus lúc khởi đầu mùa giải 2016-17.